# 石川県道229号宝達今浜線
石川県道229号宝達今浜線（いしかわけんどう229ごう ほうだついまはません）は、石川県羽咋郡宝達志水町内を通る一般県道（石川県道）である。

## 概要
- 起点：石川県羽咋郡宝達志水町宝達上田外11字入会1の1番212地先（ = 林道北谷線、林道宝達新宮線交点）
- 終点：石川県羽咋郡宝達志水町今浜ソ1番1地先（ = 今浜海岸・千里浜なぎさドライブウェイ南端）

宝達志水町の海岸部と山間部を結ぶ。起点から、宝達川に沿って北西へ進む。宝達志水町山崎、河原などの集落を経て、JR七尾線宝達駅の北にある博多踏切を渡る。さらに北西に進み、同町今浜の集落を抜け、のと里山海道をくぐり、終点の今浜海岸に至る。

## 現況
車道は、宝達志水町宝達の集落西端にある羽咋広域農道との交差点から宝達駅東口から約100m東の地点までと、同町今浜の今浜交差点から羽咋警察署 今浜駐在所前まで、およびのと里山海道ガード手前から終点までの各区間は、両側2車線（片側1車線）が確保され、車道中央部には白破線のセンターラインが敷かれている。その他の区間は1.5車線程度の幅員であるものの、起点付近や今浜地内の今浜駐在所前からのと里山海道ガード手前までの区間は1車線程度しかなく、普通自動車の行き違いが困難な狭隘路線である。歩道は河原地内から宝達駅東口から約100m東の地点までと、今浜交差点から今浜駐在所前までの各区間の車道片側にそれぞれ設置されている。また、地下水を水源とする消雪パイプが河原地内と、小川から今浜までの区間にそれぞれ設置されている。
沿道には県道番号標識が随所に立てられている。このうち、今浜地内の宝達志水町立相見小学校付近には、一般的に使われている六角形の板に路線番号を標示したものではなく、当路線名がそのまま標示されたものが立てられている。当県道と交差する主要道路の交差点手前にも当県道を標す案内標識が立てられている。

## 歴史
- 1960年（昭和35年）10月15日：路線認定。
- 2024年（令和6年）1月1日 - 能登半島地震が発生。宝達志水町内で不通となった[1]。

## 接続道路
- 羽咋広域農道（羽咋郡宝達志水町山崎）
- 石川県道75号押水福岡線（宝達志水町山崎）
- 国道159号（国道471号重複）押水バイパス（宝達志水町河原・国道河原交差点）
- 石川県道230号小川宝達停車場線（宝達志水町小川）
- 国道249号（宝達志水町今浜・今浜交差点）
- 石川県道60号金沢田鶴浜線・能登海浜自転車道（宝達志水町今浜）
- 千里浜なぎさドライブウェイ（宝達志水町今浜：終点）

## 重複区間
- 石川県道75号押水福岡線（羽咋郡宝達志水町山崎 - 同町河原）

## バス路線
現在は存在しない。かつては宝達駅前から今浜、河原、山崎、上野の各地区にバス停を設け、羽咋方面や宝達に至る路線や、河原交差点から南下して高松町の高松駅方面へ至る路線が存在した。

## 周辺
- 宝達山
- 宝達川
- 宝達葛会館
- 伝説の森 モーゼパーク
- いずみの郷ネクサス
- 宝達志水町民センター（アステラス）
  - 押水公民館
- JR七尾線 宝達駅
- 石川県立宝達高等学校
- ファミリーマート 今浜店
- 宝達志水町立相見小学校
- 押水運動公園
  - 押水総合体育館
  - 押水運動公園野球場
- 羽咋警察署 今浜駐在所
- 能登有料道路 今浜インターチェンジ
- 今浜海水浴場